# Telefrag
Een telefrag (ook bekend als teleportation frag) vindt in veel first-person shooter (FPS)-computerspellen met teleporters plaats wanneer een speler teleporteert naar ruimte die al door een andere speler bezet wordt; de laatste wordt direct gedood (of getelefragged, vaak met gibs), de eerste telefragged de ander. Het hieruit afgeleide werkwoord 'telefraggen' wordt ook gebruikt. Het eerste FPS spel met telefrags was Doom. Dit spel was ook een van de eerste spellen met teleporters. Het eerste niet-FPS spel waarin telefrags mogelijk waren, was Gauntlet waar teleporteren in een monster ervoor zorgde dat het monster ophield te bestaan (maar zonder gibs).
Een vergelijkbare situatie doet zich voor wanneer een speler spawnt op een plek waar een andere speler staat. De effecten zijn in zo'n situatie doorgaans hetzelfde en de speler die er stond wordt gedood. In sommige spellen spawnen spelers op een zekere hoogte boven de grond zodat er geen telefrags plaatsvinden. Een andere manier om telefrags te voorkomen is eerst te controleren of er een vrije spawnplek is waar de speler veilig kan spawnen.
Hoewel telefrags opzettelijk uitgevoerd kunnen worden door snel na een andere speler door een teleporter te gaan, gebeuren de meeste telefrags bij het spawnen, met name in het begin van een match wanneer er meer spelers dan spawnplekken zijn. In dit geval zullen ten minste twee spelers op dezelfde plek spawnen wat direct voor een telefrag zorgt.
In sommige spellen wordt de speler die er stond gedood en overleeft degene die in de speler teleporteert, in andere spellen blijft de speler die er stond leven en sterft degene die in de speler teleporteert. Ook zijn er spellen waarin beide spelers het niet overleven. In sommige spellen vindt er geen telefrag plaats maar raken de twee spelers in elkaar verstrikt. Ze kunnen zich dan niet meer verplaatsen en moeten door te schieten los proberen te raken. Vaak zijn andere spelers zich niet bewust dat enkele spelers in elkaar vastzitten in de teleporter waardoor zij ook door de teleporter gaan en ook vast komen te zitten.
Het telefrag effect, het sterven van één of beide spelers, is een van tevoren geprogrammeerd effect om fouten en glitches in spellen te voorkomen. Deze kunnen bijvoorbeeld ontstaan door problemen met de netwerkverbinding. Het gebruik van telefrags als wapen was eigenlijk onbedoeld maar FPS spelers begonnen er gebruik van te maken. Telefraggen is hierdoor onderdeel geworden van het spel. In Unreal Tournament bezitten de spelers een 'Translocator', een persoonlijk apparaat om te kunnen teleporteren. Deze schiet een kleine schijf waar de speler met een druk op een knop naartoe kan teleporteren. Door goed te mikken en met een goede timing is het mogelijk een andere speler hiermee te telefraggen.

## Telefrags in bepaalde computerspellen
In Quake III Arena is het mogelijk in een andere speler te teleporteren met behulp van een persoonlijke teleporter, een poort of een vaste teleporter. Dit wordt meestal per ongeluk gedaan maar met goede timing is het mogelijk hiermee frags te scoren. Het slachtoffer wordt gesplet zonder een lijk achter te laten en de telefragger krijgt een punt. Wanneer twee mensen naar dezelfde locatie teleporten op hetzelfde moment (dit kan bijvoorbeeld in de map Proving Grounds waar een teleporter tegelijk door twee personen gebruikt kan worden) dan fraggen zij elkaar en beide spelers spatten uiteen op de plek waar de spelers aangekomen zouden zijn.
In de laatste map van Doom II kan een Skull Cube (de Icon of Sin, de eindbaas van het spel schiet deze af) een monster spawnen op de plaats waar de speler staat en de speler sterft door een telefrag. Dit omzeilt ook het gebruik van de God mode cheatcode. Final Doom maakt hier ook gebruik van om de speler te dwingen eerlijk te spelen. In sommige Doom II maps kan de speler zelf ook telefraggen waarmee kostbare munitie uitgespaard wordt.
In de laatste map van Quake wordt de eindbaas (Shub-Niggurath van de Cthulhu Mythos) gedood door een telefrag. Eerder in het spel kan de speler telefrags maken in de levels "The Dismal Oubliette", "The Vaults of Zin" en "The Haunted Halls".
In de laatste map van Unreal doodt de eindbaas vaak de speler met een telefrag.
In de Unreal Tournament serie bezitten de spelers een 'Translocator', een persoonlijk apparaat voor teleportatie, waarmee telefrags gemaakt kunnen worden.
In Deus Ex kan je telefraggen als je met de ghost (noclip) cheat buiten het level gaat en dan weer walk typt in de console.
In Halo: Combat Evolved wordt het scherm van de speler die in de teleporter staat langzaam wit wanneer iemand door de teleporter in hem teleporteert. De speler wordt hiermee gewaarschuwd dat hij getelefragged wordt als hij zich beweegt.
In Team Fortress 2 kan je getelefragd worden als een vijandelijk teamlid op een Teleporter van het vriendelijke team staat.